# Arenaria olloixii
Arenaria olloixii là loài thực vật có hoa thuộc họ Cẩm chướng. Loài này được Jahand., Maire & Weiller mô tả khoa học đầu tiên năm 1931.